# 外交部 (馬爾代夫)
马尔代夫共和国外交部负责管理马尔代夫的对外关系。

## 歷史
馬爾代夫外交部于1932年12月22日成立，並以阿拉伯语名称Vuzarat Al-Kharijiyya （阿拉伯语：‎  ) 处理马尔代夫的外交关系。 